# Kintampo
Kintampo ist eine Stadt in der Bono East Region im westafrikanischen Staat Ghana.

## Beschreibung
Kintampo war die Hauptstadt des ehemaligen Kintampo Districts und ist heute die Hauptstadt des 2004 neu aufgeteilten Distrikts Kintampo North. Sie hatte im Jahr 2010 42.957 Einwohner. Am nördlichen Stadtrand befinden sich die Kintampo Wasserfalle.

## Geschichte
Kintampo ist als Ausgrabungsort einer alten westafrikanischen Kultur, der Kintampo-Kultur bekannt geworden.

## Bildung
Kintampo beherbergt einen Campus der University for Development Studies mit der Fakultät für Landwirtschaft.

## Wirtschaft
In Kintampo hat die Ghana Commercial Bank Ltd. eine Filiale eröffnet ebenso wie die Kintampo Rural Bank.